# مارکو آرملینو
مارکو آرملینو (انگلیسی: Marco Armellino؛ زادهٔ ۲۱ اوت ۱۹۸۹) بازیکن فوتبال اهل ایتالیا است.
از باشگاه‌هایی که در آن بازی کرده‌است می‌توان به باشگاه فوتبال رجینا، باشگاه فوتبال سورنتو کالچو، باشگاه فوتبال لچه، باشگاه فوتبال کرمونزه، و ماترا کالچو اشاره کرد.